# 献公 (衛)
献公（けんこう、紀元前?年 - 紀元前544年）は、衛の第25代および第27代君主。定公の子。

## 生涯
定公とその妾（敬姒）との間に生まれる。
定公12年（前577年）10月、定公が薨去したため、太子である姫衎（以降は献公と表記）が立って衛君となった。
献公元年（前576年）2月、定公の葬儀が営まれた。3月、献公は晋・鄭・曹・魯・宋・斉・邾の要人たちと戚（衛の地）で会合し、同盟を結んだ。
献公2年（前575年）秋、献公は晋・斉・魯・宋・邾の要人たちと沙随（宋の地）で会合した。
献公3年（前574年）1月、鄭の子駟（公子騑）が晋の虚と滑に侵攻したため、衛の北宮括は晋を救うべく鄭の高氏まで侵攻した。5月、献公は尹・単・晋・斉・宋・曹・魯・邾の君主たちと会合して鄭を撃った。6月、諸侯は柯陵（鄭の地）で同盟を結んだ。10月、晋・宋・衛・曹・斉・魯・邾の7カ国連合はふたたび鄭を撃った。
献公4年（前573年）12月、献公は晋・宋・邾・斉・魯と会合し、虚朾（宋の地）で同盟を結んだ。
献公5年（前572年）冬、献公は公孫秋（しゅう、子叔）を魯へ遣わした。
献公7年（前570年）6月、献公は単・晋・宋・鄭・魯・莒・邾・斉の要人たちと会合し、鶏沢（晋の地）で同盟を結んだ。
献公9年（前568年）秋、献公は晋・宋・陳・鄭・曹・魯・莒・邾・滕・薛・斉・呉・鄫の要人たちと戚（衛の地）で会合した。冬、楚が陳を攻撃したので、晋・宋・衛・鄭・曹・魯・斉の7カ国連合は陳を救った。
献公11年（前566年）10月、献公は大夫の孫林父（孫文子）を魯に遣わし、盟を結ばせた。12月、献公は晋・宋・陳・曹・莒・邾の君主たちと鄬（鄭の地）で会合した。
献公13年（前564年）、献公は楽人曹に命じ、宮中の妾に琴を教えさせたが、上達しなかったので曹が妾を鞭打った。妾は献公の寵愛をかさにして曹を讒言した。そこで献公は曹を300回鞭打った。
献公18年（前559年）、献公が孫林父と甯殖（甯恵子）に会食を約束したため、2人は礼装で公宮にて待っていた。日が暮れても献公が現れないので、2人が献公の所へ行くと、献公本人は公宮の外で鴻（おおとり：水鳥）狩りに夢中になっていた。すると献公は約束を破ったにもかかわらず猟服を着たまま話をしてきたので、2人は怒って領邑である戚へ帰った。その後、孫林父の子である孫蒯は父の代わりに献公と宴飲した。このとき献公は大師（音楽を掌る大夫）に『巧言』（小雅）の終章を歌わせようとしたが、大師は相手に悪いと辞退した。そこで楽人曹（師曹）が名乗りを上げて『巧言』の終章を歌いあげた。孫蒯は恐れて父にこの事を報告した。4月、怒った孫林父は献公を攻撃し、献公を衛から放逐した。孫林父は献公の従弟である公孫秋を立てて衛君（殤公）とした。放逐された献公は斉へ逃れ、聚邑に住まわせてもらった。
殤公12年（前547年）2月、孫林父が政争に敗れて晋に出奔すると、晋の平公に献公の復位を求めた。これを聞いた斉の景公も献公と共に晋へ赴き、献公の復位を求めた。そこで晋の平公は衛を攻撃して殤公と甯殖の子である甯喜（甯悼子）を捕え、献公をふたたび衛君の座に就かせた。
献公後元年（前546年）夏、献公は甯喜を誅殺した。献公の弟である子鮮が晋へ逃げた。
献公後3年（前544年）、呉の延陵季子（季札）が列国への使節として衛を通過した。5月、献公が薨去し、子の悪（あく）が立って衛君（襄公）となった。

## 参考資料
- 『春秋左氏伝』（成公十五年～十八年、襄公元年、三年、五年、七年、十四年、二十七年、二十九年）
- 司馬遷『史記』（衛康叔世家第七）